# 杰斯顿区
杰斯顿区（Jesselton Waterfront）是马来西亚东马沙巴亚庇市的新市鎮。并于2005年动工,位于亚庇市中心北部,也是位于市中心与里卡士区之间。西部为南中国海,东部为亚庇升旗山。区内有商业区、码头、酒店、住宅区、高楼大厦等。亚庇市政府希望能把市镇厅大厦建在杰斯顿区。